# Tetranychus hypogaeae
Tetranychus hypogaeae är en spindeldjursart som beskrevs av Gupta 1976. Tetranychus hypogaeae ingår i släktet Tetranychus och familjen Tetranychidae. Inga underarter finns listade i Catalogue of Life.